# Tulwitz
Tulwitz est une ancienne commune autrichienne du district de Graz-Umgebung en Styrie.